# Calamaria javanica
Calamaria javanica este o specie de șerpi din genul Calamaria, familia Colubridae, descrisă de Boulenger 1891.

## Subspecii
Această specie cuprinde următoarele subspecii:
- C. j. javanica
- C. j. lineata